# Rudolph Moshammer
 (novembre 2017).
Si vous disposez d'ouvrages ou d'articles de référence ou si vous connaissez des sites web de qualité traitant du thème abordé ici, merci de compléter l'article en donnant les références utiles à sa vérifiabilité et en les liant à la section « Notes et références ».
Rudolph Moshammer, né le 7 septembre 1940 à Munich et mort le 14 janvier 2005 à Grünwald, en Bavière (Allemagne), est un styliste autodidacte allemand de réputation mondiale, connu tant pour sa créativité que ses excentricités. Il réussit à devenir propriétaire d'un magasin dans la Maximilianstrasse, l'artère chic de Munich, dès 1968.

## Biographie
Rudolph Moshammer suivit d'abord une formation commerciale et effectua des stages dans des boutiques de vêtement et de mode. Autodidacte passionné d'élégance, efficacement secondé par sa mère, il décida vite de voler de ses propres ailes. Exploitant son sens de la communication, il obtint un franc succès dans le secteur de la mode et du prêt-à-porter. Il devint relativement rapidement propriétaire d'une vaste boutique située sur la Maximilianstrasse à Munich.
Rudolph Moshammer n'a jamais suivi la moindre formation de tailleur ou de designer.
Marqué par la clochardisation volontaire de son père, Rudolph Moshammer s'est impliqué sa vie durant à améliorer la situation des sans-abris à Munich.
Il est étranglé avec un câble électrique le 14 janvier 2005 dans sa résidence à Grünwald par un jeune prostitué immigré rapidement arrêté. Ce dernier invoqua une dispute née au sujet de sa rétribution. Confondu, il fut condamné à la prison à vie.